# 稲葉一広
稲葉 一広(いなば かずひろ、1960年12月15日 - )は日本の脚本家・構成作家である。神奈川県横浜市出身。サッカ所属。

## 人物
國學院大學文学部文学科卒業。
特撮ヒーロー番組からホームコメディやヒューマンドラマなど幅広いジャンルの作品を手掛けている。
得意とするジャンルはサスペンス、ミステリー。

## 作品

### テレビドラマ
- 「七星闘神ガイファード」（1996年、テレビ東京）シリーズ構成、17本担当
- 金曜エンタテイメント「姑は名探偵・芹澤雅子」（1997年、フジテレビ）
- 土曜ワイド劇場「名探偵・由利麟太郎　蝶々殺人事件」（1998年、テレビ朝日）
- 「輝ける瞬間」（1999年、名古屋テレビ）
- 愛の劇場「永遠の1/2 」（2000年、TBS）14本担当
- 土曜ワイド劇場「渡り番頭・鏡善太郎の推理」（2000年、テレビ朝日）
- 月曜ミステリー劇場「警察庁特別広域捜査官 宮之原警部の愛と追跡」（2001年、TBS）
- 土曜ワイド劇場「渡り番頭・鏡善太郎の推理(2)」（2001年、テレビ朝日）
- 愛の劇場「ラブ&ファイト」（2001年、TBS）16本担当
- 愛の劇場「太陽と雪のかけら」（2002年、TBS）23本担当
- モーニング娘。サスペンスドラマスペシャル「三毛猫ホームズの犯罪学講座」（2002年、TBS）
- 「マルサ!!東京国税局査察部」（2003年、関西テレビ）1本担当
- 土曜ワイド劇場「新・赤かぶ検事奮戦記15」（2003年、テレビ朝日）
- 「超星神グランセイザー」（2003年、テレビ東京）12本担当
- 「幻星神ジャスティライザー」（2004年、テレビ東京）シリーズ構成、23本担当
- 「超星艦隊セイザーX」（2005年、テレビ東京）2本担当
- 金曜エンタテイメント「妻は多重人格者」（2006年、フジテレビ）
- 「交渉人・特別編〜宇佐木玲子最初の事件」（2009年、テレビ朝日）構成
- 「交渉人II〜THE NEGOTIATOR〜」（2009年、テレビ朝日）1本担当
- 木曜時代劇「ぼんくら」（2014年、NHK）1本担当
- 「下町ロケット」（2015年、TBS）八津弘幸と共著
- 「ホテルマン 東堂克生の事件ファイル 八ヶ岳リゾート殺人事件」（2022年、BS-TBS）

### 映画
- 「ぼくらの七日間戦争2」（1991年、角川春樹事務所、松竹）
- 「罪と罰 ドタマかちわったろかの巻」（1994年、ヒーロー）
- 「妖獣伝説ドラゴン・ブルー」（1996年、ギャガ）
- 「カントリー・ガール 北海道牧場物語」（2000年、アップフロント）
- 大名倒産（2023年6月23日公開予定、松竹）※ 丑尾健太郎との共同脚本[2]

### インターネットドラマ
- 筒井康隆劇場「エロティックな総理」（2006年、GYAO!）全4本担当

### アニメ
- OVA「真・孔雀王上・下」（1994年）
- 租税教育用アニメ「時の鏡と王子の涙」(2010年)

### その他
- オリジナルビデオ「プロミスリング～鹿島アントラーズ物語」（1993年）
- 山形村CATV自主制作ドラマ「修治」（1994年、山形村ケーブルテレビ）
- 「松嶋菜々子のスイス体感紀行」（1998年、テレビ朝日）構成
- 「財前直見のベトナム熱写紀行」（1999年、テレビ朝日）構成